# 四氟化铑
四氟化铑是一种无机化合物，化学式为RhF4。它可由三氯化铑或三溴化铑和三氟化溴反应，热解得到的中间产物RhF4·2BrF3制得。它和水剧烈反应，这一性质和在水中稳定的三氟化铑不同。它和四氟化硒反应，得到加合物(RhF4)2SeF4。四氟化铱、四氟化钯和四氟化铂有与之相同的晶体结构。